# Maurice Raskin
Maurice Leopold Raskin (Luik, 18 augustus 1906 – Etterbeek, 12 januari 1985) was een Belgisch violist en muziekpedagoog.
Hij was zoon van kapper Jules Dieudonné Raskin en Irma Augustine Minet. Raskin was getrouwd met Simone Benin, pianiste.
Hij kreeg zijn opleiding aan het Luiks Conservatorium van docenten M. Lejeune en Oscar Dossin. Hij speelde toen ook al mee in het conservatoriumorkest onder leiding van Sylvain Dupuis. Hij vertrok naar Parijs om daar les te nemen aan het Conservatorium aldaar met docenten Édouard Nadaud, Vincent d'Indy en Lucien Capet. Die opleidingen leverden hem in 1929 de Prijs Fritz Kreisler op. Van 1937 tot 1940 was hij concertmeester van het Nationaal Orkest van België, maar week tijdens Tweede Wereldoorlog al dan niet bewust uit naar Engeland. Hij richtte daar met bevriende musici het Maurice Raskin Pianokwartet op. Heitor Villa-Lobos droeg zijn Twee choros (bis) aan hem op, Jean Absil zijn Chaconne voor solo viool opus 69.
Parallel aan die geschiedenis loopt ook een leven als muziekpedagoog. Tussen 1936 en 1971 was hij leraar kamermuziek en viool aan het Koninklijk Conservatorium Brussel, alleen onderbroken door diezelfde oorlog. Vanaf 1956 was hij leraar aan het Conservatorium Maastricht. Francis Duroy, Georges Octors en Sigiswald Kuijken en diens vrouw Marleen Thiers waren leerlingen van hem.
Ook andere ensembles droegen zijn naam: vanaf 1969 Trio Raskin met Arie Van de Moortel (altviool) en Marcel Louon (cello) en Quatuor Maurice Raskin met André Gousseau (2e viool), Roger Nauwelaers (altviool) en Edmond Baert (cello). Gedurende zijn leven maakte hij  veel concertreizen in Europa en Amerika, waaronder een concertreis met Karol Szymanowski.
Ook op bestuurlijk vlak roerde hij zich. Hij was voorzitter van European String Teachers’ Association (ESTA). Hij was voorts gevraagd als jurylid bij muziekwedstrijden, zoals bij de Koningin Elisabethwedstrijden.